# Песня-84
«Песня-84» — четырнадцатый советский телевизионный фестиваль эстрадной песни из серии «Песня года». Финальный концерт проводился в Останкино, транслировался по телевидению 30 декабря 1984 года, повтор 2 февраля 1984.
Производство: Главная редакция музыкальных программ. Авторы сценария: Юрий Филинов, Галина Макарова; режиссёр-постановщик: Михаил Митрофанов; оператор-постановщик: Дмитрий Гуторин; звукорежиссёры: Александр Зубов, Андрей Казьмин.
Продолжительность — 2 часа 58 минут, количество песен — 35. Оркестр — эстрадно-симфонический оркестр Центрального телевидения и Всесоюзного радио, дирижёр Александр Петухов (Александр Михайлов выступал на Песне-83, Юрий Силантьев в последний раз выступал на Песне-82).
Ведущие — Элеонора Беляева и музыкальный обозреватель газеты «Комсомольская правда» Юрий Филинов. Элеонора Беляева попыталась придать фестивалю публицистический стиль, брала интервью у певцов, общалась со зрителями.
Количество писем, пришедших в редакцию — несколько тысяч.
Гимн фестиваля «Песня остаётся с человеком» (музыка Аркадий Островский, слова Сергей Островой).
Избранные песни фестиваля были выпущены Discogs, их стиль был определён, как поп, рок, фолк, уорлд, кантри.

## Фон
9 февраля 1984 года на 70-м году жизни, после пребывания во главе СССР 15 месяцев, умирает Юрий Андропов, новым генсеком избран 73-летний Константин Черненко. Это год наибольших советских потерь в Афганистане, война длится уже больше четырёх лет, дольше Великой Отечественной, в СМИ войну комментируют лишь изредка.
1984 год стал годом кампании борьбы с роком, Московское управление культуры постановлением от 28 сентября 1984 года (продлилось почти два года) запрещало проигрывание и прослушивание в городе записей порядка 75 западных и более 40 отечественных групп. За нарушение налагался штраф в размере трёх месячных окладов или лишение свободы на срок до двух лет. Между тем в СССР проникает брейк-данс, рождённый в чёрных гетто США в начале 70-х. Майкл Джексон, новый поп-король, мастерски танцует брейк-данс (Лунная походка), советская партийная номенклатура немедленно признаёт брейк-данс чуждым явлением. Песня «Мохнатый шмель» из фильма Жестокий романс становится цыганской народной.
Итоги 1984 года согласно «Звуковой дорожки»:
Лучшая певица
1. Алла Пугачёва. 2. Анне Вески. 3. София Ротару. 4. Марью Ляник. 5. Людмила Сенчина.
Лучший певец
1. Валерий Леонтьев. 2. Юрий Антонов. 2. Михаил Боярский. 4. Александр Барыкин. 5. Яак Йоала
Лучшие ВИА
1. «Земляне». 2. «Машина времени». 3. «Круиз». 4. «Динамик». 5. «Автограф».
Итоги 1984 года согласно опросу читателей газеты «Смена» (в рубрике «Звёзды-84»)
Лучшая певица
1. Алла Пугачёва. 2. Анне Вески. 3. София Ротару. 4. Марью Ляник. 5. Людмила Сенчина. 6. Эдита Пьеха. 7. Лариса Долина. 8. Манана Тодадзе. 9. Ирина Понаровская. 10. Ксения Георгиади.
Лучший певец
1. Валерий Леонтьев. 2. Юрий Антонов. 3. Михаил Боярский. 4. Александр Барыкин. 5. Яак Йоала. 6. Тынис Мяги. 7. Александр Градский. 8. Альберт Асадуллин. 9. Сергей Захаров. 10. Иво Линна.
Лучшие ВИА
1. «Земляне». 2. «Круг». 3. «Карнавал». 4. «Динамик» (Группа Владимира Кузьмина). 5. «Машина времени». 6. «Рецитал». 7. «Автограф». 8. Группа Стаса Намина. 9. «Весёлые ребята». 10. Ансамбль Владимира Назарова.

## Дебюты
- Ансамбль «Опус» (Мирдза Зивере и Имант Ванзович).

## Хиты фестиваля
- «Расскажите, птицы» (Игорь Николаев — Игорь Николаев).
- «Айсберг» (из 15-й серии мультфильма «Ну, погоди!», Игорь Николаев — Лидия Козлова)[8].
- «Без меня» (Раймонд Паулс — Илья Резник[7], исполнительница Алла Пугачёва).
- «Снегири» (Юрий Антонов — Михаил Дудин, исполнитель Юрий Антонов).
- «Надо подумать» (Зигмар Лиепиньш — Владимир Костров, исполнители Мирдза Зивере и Имант Ванзович в составе группы «Опус»).
- «Затменье сердца» (Раймонд Паулс — Андрей Вознесенский, исполнитель Валерий Леонтьев).

## Финалисты
В финальном концерте прозвучали следующие песни-лауреаты:
| №  | Название                                        | Автор музыки         | Автор текста                                 | Исполнитель                                                                          | Примечание                                            |
| -- | ----------------------------------------------- | -------------------- | -------------------------------------------- | ------------------------------------------------------------------------------------ | ----------------------------------------------------- |
| 1  | 1-е отделение: Над Россией моей                 | Серафим Туликов      | Михаил Пляцковский                           | Борис Жайворонок, солист Ансамбля политической песни Светской армии им. Александрова |                                                       |
| 2  | Планета, сотворенная для счастья                | Тлес Кажгалиев       | Мурат Иргалиев и Евгений Шутов               | Нагима Ескалиева (1 пр. ф-ля «Золотой Орфей-84»)                                     |                                                       |
| 3  | Дорога в детство                                | Илья Любинский       | Леонид Дербенёв                              | Лев Лещенко, нар. арт. РСФСР и ансамбль «Спектр»                                     |                                                       |
| 4  | Песенка без конца                               | Эдуард Колмановский  | Игорь Шаферан                                | Валентина Толкунова                                                                  |                                                       |
| 5  | Страдания (из к/ф «Белые росы»                  | Ян Френкель          | Михаил Танич                                 | Ансамбль «Верасы»                                                                    |                                                       |
| 6  | Кукушка                                         | Никита Богословский  | Михаил Пляцковский                           | Никита Богословский                                                                  |                                                       |
| 7  | Любовь, не покидай меня (из к/ф «Медный ангел») | Микаэл Таривердиев   | Пабло Неруда, рус. текст Владимира Лазарева) | Трио «Меридиан»                                                                      |                                                       |
| 8  | Что знает о любви любовь                        | Андрей Эшпай         | Евгений Евтушенко                            | Людмила Гурченко                                                                     |                                                       |
| 9  | Два белых снега                                 | Юрий Саульский       | Леонид Завальнюк                             | Татьяна Рузавина и Сергей Таюшев                                                     |                                                       |
| 10 | Во имя мира и любви                             | Ион Алдя Теодорович  | Грегорэ Виеру, перевод Ирины Бадиковой)      | Надежда Чепрага, засл. арт. Молд. ССР                                                |                                                       |
| 11 | Шахризабс                                       | Фарух Закиров        | Евгений Березяков                            | Ансамбль «Ялла»                                                                      |                                                       |
| 12 | Зелёные цветы                                   | Игорь Левин          | Николай Рубцов                               | Галина Беседина                                                                      |                                                       |
| 13 | Три шуточные скороговорки                       | Владимир Беляев      |                                              | Ансамбль «Русская песня» (худ. рук. Надежда Бабкина)                                 |                                                       |
| 14 | Сама любовь                                     | Давид Тухманов       | Игорь Шаферан                                | Яак Йоала                                                                            |                                                       |
| 15 | Расскажите птицы                                | Игорь Николаев       | Игорь Николаев                               | Алла Пугачева                                                                        |                                                       |
| 16 | Сигнальщики-горнисты                            | Александра Пахмутова | Николай Добронравов                          | Большой детской хор ЦТ и ВР п/у засл. арт. РСФСР Виктора Попова, солист Дима Машнин  |                                                       |
| 17 | Сегодня музыка слышна                           | Евгений Птичкин      | Михаил Рябинин                               | Виктор Кривонос                                                                      |                                                       |
| 18 | Довоенный вальс                                 | Павел Аедоницкий     | Феликс Лаубе                                 | Иосиф Кобзон                                                                         |                                                       |
| 19 | Снегири                                         | Юрий Антонов         | Михаил Дудин                                 | Юрий Антонов                                                                         |                                                       |
| 20 | Не могу забыть                                  | Давид Тухманов       | Владимир Харитонов                           | София Ротару                                                                         |                                                       |
| 21 | Поклонимся великим тем годам                    | Александра Пахмутова | Михаил Львов                                 | Иосиф Кобзон                                                                         |                                                       |
| 22 | 2 отделение: Марш-воспоминание                  | Евгений Мартынов     | Роберт Рождественский                        | Евгений Мартынов                                                                     |                                                       |
| 23 | Цепочка                                         | Владимир Киселев     | Леонид Дербенёв                              | Ансамбль «Земляне»                                                                   |                                                       |
| 24 | Вы мне нравитесь                                | Эдуард Колмановский  | Игорь Шаферан                                | Людмила Сенчина                                                                      |                                                       |
| 25 | Женщине                                         | Давид Тухманов       | Леонид Фадеев                                | Лев Лещенко                                                                          |                                                       |
| 26 | Айсберг                                         | Игорь Николаев       | Лидия Козлова                                | Алла Пугачёва                                                                        |                                                       |
| 27 | Надо подумать                                   | Зигмар Лиепиньш      | Владимир Костров                             | Ансамбль «Опус» (Мирдза Зивере и Имант Ванзович)                                     |                                                       |
| 28 | Романтика (на молд. яз.)                        | Анатолий Кирияк      | Грегоре Виеру                                | София Ротару                                                                         | в сопр. анс. «Червона рута», п/у Анатолия Евдокименко |
| 29 | Затменье сердца                                 | Раймонд Паулс        | Андрей Вознесенский                          | Валерий Леонтьев                                                                     |                                                       |
| 30 | Жизнь сюрпризов полна                           | Оскар Фельцман       | Наум Олев                                    | Людмила Гурченко, в сопр. ансамбля «Мелодия» п/у Бориса Фрумкина                     |                                                       |
| 31 | Дорога без конца                                | Сергей Баневич       | Татьяна Калинина                             | Альберт Асадулин                                                                     |                                                       |
| 32 | Без меня                                        | Раймонд Паулс        | Илья Резник                                  | Алла Пугачёва                                                                        |                                                       |
| 33 | Завтрашний день                                 | Марк Фрадкин         | Роберт Рождественский                        | Эдуард Хиль                                                                          |                                                       |
| 34 |                                                 |                      |                                              |                                                                                      |                                                       |

## Не попали на финальный концерт
На финальный концерт не попали такие хиты, как:
- «Позади крутой поворот» (Игорь Саруханов — Анатолий Монастырев, исполнительница Анне Вески[8]).
- «Делу время» (Раймонд Паулс — Илья Резник, исполнительница Алла Пугачёва)[8] (лауреат Песня-85).
- «Комарово» (Игорь Николаев — Михаил Танич, исполнитель Игорь Скляр)[8](лауреат Песня-85).
- «Кабы не было зимы» (из мультфильма Зима в Простоквашино, Евгений Крылатов —Юрий Энтин, исполнительница Валентина Толкунова)[8].
- «Зелёный свет» (Раймонд Паулс — Николай Зиновьев, исполнитель Валерий Леонтьев)[8].
- «Белая ночь» (Александр Морозов — Сергей Романов)[8].
- «Улетели листья» (Александр Морозов — Николай Рубцов, исполнитель «Форум»)[8].
- «Мохнатый шмель» (из фильма Жестокий романс)[6][7].
- «Поверь в мечту» (Юрий Антонов — Игорь Кохановский, исполнитель Юрий Антонов)[7].